# Charles Bernstein (compositor)
Charles Harold Bernstein (28 de fevereiro de 1943) é um compositor norte-americano de músicas para cinema e televisão.